# ستيفن سكوت (ملحن)
ستيفن سكوت (بالإنجليزية: Stephen Scott)‏ هو ملحن أمريكي، ولد في 1944.

## وصلات خارجية
- ستيفن سكوت على موقع ميوزك برينز (الإنجليزية)
- ستيفن سكوت على موقع ديسكوغز (الإنجليزية)